# Mont Ventoux
Mont Ventoux (okcitansko Ventor, provansalsko Ventour) je 1912 m visoka gora v jugovzhodni francoski pokrajini Provansi približno 20 km severovzhodno od Carpentrasa, departma Vaucluse. Na severni strani meji na departma Drôme. Je največja gora v regiji, poznana tudi kot "Velikan Provanse", oz. "Plešasta gora". Vrh gore je večinoma gol planotast svet apnenca, porasel le z redkim grmovjem.
Ime gore (franc. venteux - vetroven) napeljuje k temu, da je na samem vrhu precej vetrovno (mistral). Zabeležena hitrost vetra znaša tudi do 320 km/h, zaradi česar je gorska cesta pogosto zaprta. Dejanski pomen gore lahko sledimo nazaj v 1. oz. 2. stoletje, ko je bila poznana pod imenom Vintur (galski bog vrhov). V 10. stoletju se pojavita imeni Mons Ventosus in Mons Ventorius.
Svoj sloves je dobila kot večkratni vmesni ali končni cilj gorskih etap na kolesarski dirki po Franciji. Tik pod njen vrh pripelje cesta s treh strani:
- južna smer od Bédoina je dolga 21,8 km, pri čemer je potrebno premagati višino 1617 m. To je najbolj znan in težak vzpon s povprečnim naklonom 7.43%.
- severozahodna smer od Malaucène je dolga 21,5 km, višina 1570 m. Po težavnosti je približno enaka južnemu vzponu, vendar bolje varovana pred vetrovi.
- vzhodna smer od Saulta s 26 km dolžine in višino 1210 m je med vsemi tremi najlažja. Po Chalet Reynardu, kjer se začne mesečeva pokrajina vrha, se priključi cesti iz Bédoina. Povprečni naklon te smeri je 4.4%.

Mont Ventoux, čeprav geološko pripada Francoskim Alpam, je zaradi pomanjkanja gora v njeni bližini pogosto ločena od njih. Stoji samostojno zahodno od Luberonskega hribovja, vzhodno od grebena Dentelles de Montmirail. Zaradi svoje lege nad dolino reke Rone dominira nad celotno regijo, ob jasnem dnevu pa je viden daleč naokoli, razgled z vrha pa temu ustrezajoč.
Na samem vrhu je bila leta 1882 vzpostavljena meteorološka postaja, ki pa ni več v uporabi. V 60. letih je bil na njem zgrajen 50 metrov visoki telekomunikacijski stolp. V bližini vrha je postavljen spomenik britanskemu kolesarju Tomu Simpsonu, ki je 13. julija 1967 zaradi vročinske izčrpanosti umrl na gori.

## Flora in favna
Mont Ventoux, prvotno gozdnat, so vse od 12. stoletja za potrebe ladjedelništva v pomorskem pristanišču Toulon sistematično ogolili. Nekatere površine so kasneje po letu 1860 začeli pogozdovati z raznoterimi listnatimi drevesi, kot sta črničevje in bukev, ter iglavci (Atlaška cedra, macesen, nekoliko višje brin).
Na gori se nahaja ločnica med floro in favno severne in južne Evrope. Nekatere vrste vključno z različnimi predstavniki pajkov in metuljev so edinstvene. Biološka posebnost gore je bila prepoznana leta 1990 s strani Unesca, ob ustanovitvi naravnega rezervata Réserve de Biosphère du Mont Ventoux s površino 810 km².

## Tour de France
Mont Ventoux je postal legendaren kot prizorišče enega najnapornejših vzponov na kolesarski dirki, vse od leta 1951.
Gora je dosegla razvpitost po celem svetu, ko je 13. julija 1967 zahtevala življenje britanskega kolesarja Toma Simpsona. Leta 1970 je na vrh prikolesaril in zmagal v tej etapi Eddy Merckx, pri čemer je bil na robu kolapsa. Po tekmi je dobil kisik, se opomogel in zmagal v skupni razvrstitvi Toura.

### Etapni cilji
Doslej se je na vrhu gore končalo enajst etap. Leta 2009 bodo kolesarji prvikrat v zgodovini Toura v predzadnji etapi končali
z gorskim ciljem, preden se bodo na zadnji etapi podali na tradicionalno parado s ciljem na Elizejskih poljanah v Parizu.
| Leto | Etapa | Začetek etape | Razdalja (km)                | Kategorija | Etapni zmagovalec      | Narodnost           | Rumena majica         |
| ---- | ----- | ------------- | ---------------------------- | ---------- | ---------------------- | ------------------- | --------------------- |
| 1958 | 18    | Bédoin        | 21.5 (samostojni kronometer) | 1          | Charly Gaul            | Luksemburg          | Raphaël Geminiani     |
| 1965 | 14    | Montpellier   | 173                          | 1          | Raymond Poulidor       | Francija            | Felice Gimondi        |
| 1970 | 14    | Gap           | 170                          | 1          | Eddy Merckx            | Belgija             | Eddy Merckx           |
| 1972 | 11    | Carnon-Plage  | 207                          | 1          | Bernard Thévenet       | Francija            | Eddy Merckx           |
| 1987 | 18    | Carpentras    | 36.5 (samostojni kronometer) | HC         | Jean-François Bernard  | Francija            | Jean-François Bernard |
| 2000 | 12    | Carpentras    | 149                          | HC         | Marco Pantani          | Italija             | Lance Armstrong       |
| 2002 | 14    | Lodève        | 221                          | HC         | Richard Virenque       | Francija            | Lance Armstrong       |
| 2009 | 20    | Montélimar    | 167                          | HC         | Manuel Garate          | Španija             | Alberto Contador      |
| 2013 | 15    | Givors        | 242.5                        | HC         | Chris Froome           | Združeno kraljestvo | Chris Froome          |
| 2016 | 12    | Montpellier   | 178                          | HC         | Thomas De Gendt        | Belgija             | Chris Froome          |
| 2025 | 16    | Montpellier   | 171,5                        | HC         | Valentin Paret-Peintre | Francija            | Tadej Pogačar         |

### Vmesni gorski cilji
| Leto | Etapa | Kategorija | Start           | Cilj       | Vodeči na vrhu     | Narodnost |
| ---- | ----- | ---------- | --------------- | ---------- | ------------------ | --------- |
| 1951 | 18    | 1          | Montpellier     | Avignon    | Lucien Lazarides   | Francija  |
| 1952 | 14    | 1          | Aix-en-Provence | Avignon    | Jean Robic         | Francija  |
| 1955 | 11    | 1          | Marseille       | Avignon    | Louison Bobet      | Francija  |
| 1967 | 13    | 1          | Marseille       | Carpentras | Julio Jimenez      | Španija   |
| 1974 | 12    | 1          | Savines-le-Lac  | Orange     | Gonzalo Aja        | Španija   |
| 1994 | 15    | HC         | Montpellier     | Carpentras | Eros Poli          | Italija   |
| 2021 | 11    | 1          | Sorgues         | Malaucène  | Julian Alaphilippe | Francija  |
| 2021 | 11    | HC         | Sorgues         | Malaucène  | Wout Van Aert      | Belgija   |

Leta 1951 je bil vzpon na vrh iz kraja Malaucène, na vseh ostalih vzponih pa iz kraja Bédoin.

### Vzpon iz Bédoina na Mont Ventoux
Povprečni nakloni v procentih na kilometer si sledijo:
| Kilometer | Naklon | Kilometer | Naklon |
| --------- | ------ | --------- | ------ |
| 1         | 1.9 %  | 12        | 10.1 % |
| 2         | 2.8 %  | 13        | 9.2 %  |
| 3         | 3.8 %  | 14        | 9.4 %  |
| 4         | 5.8 %  | 15        | 8.8 %  |
| 5         | 5.6 %  | 16        | 6.9 %  |
| 6         | 3.1 %  | 17        | 6.6 %  |
| 7         | 8.6 %  | 18        | 6.8 %  |
| 8         | 9.4 %  | 19        | 7.4 %  |
| 9         | 10.5 % | 20        | 8.3 %  |
| 10        | 10.1 % | 21        | 9.1 %  |
| 11        | 9.3 %  | 22        | 10.0 % |

## Smučanje
Obstajata dve manjši smučišči, en na severni strani Ventouxa in en na južni strani. Severno smučišče se imenuje "Mount Serein", južno pa "Chalet Reynard". Močan veter in skromna nadmorska višina omejujeta čas, ko je to smučišče odprto. Glede na močan veter je severna stran polna velikih ledenih plošč, prebivalci območja okoli Avignona in okolice Mount Ventouxa poznajo celo moto, ki opisuje težave pri smučanju na Ventouxu: Qui ski au Ventoux, ski partout (Tisti, ki smuča na Mount Ventouxu, lahko smuča povsod).